# Мур'єль
Мур'єль (ісп. Muriel) — муніципалітет в Іспанії, у складі автономної спільноти Кастилія-і-Леон, у провінції Вальядолід. Населення — 183 особи (2010).
Муніципалітет розташований на відстані близько 120 км на північний захід від Мадрида, 60 км на південь від Вальядоліда.

## Демографія
Динаміка населення (INE ):